# Fortunato Arena
Fortunato Arena (San Filippo del Mela, 5 febbraio 1969 – Pontecagnano Faiano, 12 febbraio 1992) è stato un carabiniere italiano,  ucciso in servizio durante un posto di controllo, insieme al collega Claudio Pezzuto, da alcuni malviventi della Camorra armati di mitra. In loro memoria è stata intitolata la caserma sede del Comando Provinciale e della Stazione Carabinieri di Salerno Mercatello.

## Biografia
Fortunato Arena era un carabiniere italiano, originario di San Filippo del Mela, in provincia di Messina. Nato il 5 febbraio 1969, Arena entrò nell'Arma dei Carabinieri e servì con dedizione fino al tragico evento che gli costò la vita.
Il 12 febbraio 1992, all'età di 23 anni, Arena fu ucciso in un agguato di camorra a Faiano, nel comune di Pontecagnano (SA), durante un controllo di routine. Quel giorno, insieme al collega Claudio Pezzuto, alle ore 20 circa, Arena notò un'auto sospetta, una Nissan Patrol, in Piazza Garibaldi. Il fuoristrada aveva targhe di cartone, con una persona al volante ed una seduta nei sedili posteriori.  Dopo aver chiesto i documenti al conducente, Arena tornò verso l'auto di servizio per effettuare i controlli via radio. Nel frattempo, Pezzuto si avvicinò all'auto sospetta per verificare un altro individuo nascosto al suo interno, il quale estrasse una pistola e sparò, ferendo mortalmente Pezzuto. Un altro malvivente, che era sceso dall'auto per usare una cabina telefonica, aprì il fuoco con una mitraglietta contro Arena, colpendolo gravemente. Nonostante le ferite, Arena rispose al fuoco con la sua pistola d'ordinanza ma fu ucciso.
Gli assalitori, Carmine De Feo e Carmine D'Alessio, affiliati alla camorra e all'epoca latitanti, furono arrestati il 14 luglio 1992 e successivamente condannati all'ergastolo.
In riconoscimento del suo coraggio e sacrificio, Fortunato Arena fu insignito della Medaglia d'Oro al Valor Militare. La cerimonia di commemorazione della sua morte si svolge annualmente, con celebrazioni religiose e deposizioni di fiori presso il cippo commemorativo a San Filippo del Mela. 
Attualmente è sepolto nel cimitero comunale di Nocera Superiore.
-

## Conferimento della medaglia d'oro
A Fortunato Arena è stata conferita la medaglia d'oro alla memoria, con la seguente motivazione:

## Fonti
- Corriere della sera, 13 febbraio 1992, su archiviostorico.corriere.it.
- La Repubblica, 11 marzo 1992, su ricerca.repubblica.it.